# Günther Blumentritt
Pour les articles homonymes, voir Blumentritt.
Günther Blumentritt, né le 10 février 1892 à Munich et décédé le 12 octobre 1967 à Munich également, est un militaire de carrière allemand qui fut général pendant la Seconde Guerre mondiale et contribua à la planification de l'invasion de la Pologne en 1939. Il fut actif pendant toute la durée de la guerre, principalement sur le front de l'Ouest. Après la guerre, il fut appelé comme témoin au procès de Nuremberg, mais n'y témoigna pas[réf. nécessaire].

## Biographie
Pendant la Première Guerre mondiale Blumentritt sert sur le front de l'Est, en Prusse au sein du 71e régiment d'infanterie de la Deutsches Heer.  En août 1918, il est blessé au combat et reçoit l'insigne des blessés en noir. À la fin de la guerre, il est Oberleutnant. 
Il prend le commandement de son premier régiment en 1919.
Dans l'entre-deux-guerres, il sert sous les ordres de Wilhelm von Leeb aux côtés de son ami, Erich von Manstein.
En 1920, il épousa Mathilde Schollmeyer et eut ensuite deux enfants; ils sont restés mariés jusqu'à sa mort en 1967.
En 1939, Blumentritt est colonel et chef des opérations sous les ordres du général Gerd von Rundstedt dans le groupe d'armées Sud, alors que von Manstein est chef d'état-major de Rundstedt. Blumentritt et von Manstein développent ensemble un plan opérationnel pour l'invasion de la Pologne, désigné sous le nom de Fall Weiss.
En 1940, Blumentritt participe également à la Bataille de France et l'année suivante, sous les ordres du général Günther von Kluge, il devient chef d'état-major de la 4e armée allemande.
En 1941, Blumentritt, alors général, participe à l'invasion de l'Union soviétique, malgré son opposition. Il revient en Allemagne en 1942 en tant que chef du service des opérations dans l'OKH.
En 1942, on lui demande de visiter le front de l'Est. Il suggère ensuite au Haut commandement le retrait des Allemands de Stalingrad. Hitler rejette cette suggestion.
En 1944, lors du débarquement de Normandie, Blumentritt et ses hommes sont repoussés par les troupes britanniques du 30e corps sous les ordres du général de corps d'armée Brian Horrocks.
Le 17 juin 1944, il participe à la conférence au Wolfsschlucht II à Margival, autour des maréchaux Erwin Rommel et von Rundstedt, les généraux Alfred Jodl, Hans Speidel, Rudolf Schmundt, ainsi que leur officiers d'état-major sur la situation en Normandie.
Blumentritt est impliqué dans le complot du 20 juillet 1944 contre Adolf Hitler visant à l'assassiner. À cette époque, il est chef d'état-major du maréchal von Rundstedt, puis celui de von Kluge, commandants en chef de l'Ouest. Le complot est un échec et plusieurs généraux et officiers allemands sont arrêtés et exécutés. Du 21 juillet au 6 août 1944, il est Militärbefehlshaber pour la France. Blumentritt est temporairement relevé de ses fonctions, mais Hitler ne le croit pas coupable.
En septembre 1944, il reçoit le commandement du 12e corps SS. Au terme de l'opération Blackcock, il est nommé commandant de la 25e armée. En mars 1945, Blumentritt assume brièvement le commandement de la 1re armée de parachutistes puis commande l'Armeegruppe Blumentritt. On lui décerne la croix de chevalier pour service rendu.
Blumentritt a été le premier émissaire du maréchal Bernard Montgomery, pour la reddition des forces allemandes dans le Nord-Ouest. Blumentritt est capturé par les Britanniques le 1er juin 1945 dans le Schleswig-Holstein. Il est interné dans un camp britannique de prisonniers de guerre puis transféré dans un camp américain le 6 novembre 1945, il y restera jusqu'au 1er janvier 1948.
Il meurt en 1967 à Munich. Il repose au Waldfriedhof de Munich, mais sa pierre tombale a été enlevée il y a longtemps.
Dans le film Le Jour le plus long, dont il fut un conseiller militaire, son rôle est interprété par Curd Jürgens.

## Promotions
- Fahnenjunker-Unteroffizier : 20 septembre 1911
- Fähnrich : 27 janvier 1912
- Leutnant : 19 novembre 1912
- Oberleutnant : 22 mars 1918
- Hauptmann : 1er avril 1926
- Major : 1er septembre 1933
- Oberstleutnant : 1er avril 1936
- Oberst : 1er octobre 1938
- Generalmajor : 16 janvier 1942
- Generalleutnant : décembre 1942
- General der Infanterie : 1er avril 1944

## Décorations
- Croix de fer (1914)
  - 2e classe
  - 1re classe
- Croix d'honneur de Schwarzburg 3e classe avec glaives le 3 janvier 1915
- Croix de chevalier de l'ordre de Hohenzollern avec Glaives le 7 juillet 1918
- Insigne des blessés
  - en Noir en août 1918
- Agrafe de la croix de fer (1939)
  - 2e classe
  - 1re classe
- Croix allemande en or le 26 janvier 1942
- Médaille du Front de l'Est 1941/42 le 7 août 1942
- Croix de chevalier de la croix de fer avec feuilles de chêne
  - Croix de chevalier le 13 septembre 1944 en tant que general der Infanterie et chef d'état-major du Heeresgruppe D[3]
  - 741e feuilles de chêne le 18 février 1945 en tant que General der Infanterie et commandant de la 25. Armee[4]